# Mälikkälä
Mälikkälä est un quartier du district Länsikeskus à Turku en Finlande,.

## Description
Le quartier est situé sur le côté ouest de la ville.
Mälikkälä compte surtout des maisons individuelles et quelques commerces.
Dans la section Pläkkikaupunki, les noms de rues sont constitués de titres professionnels du secteur de la construction.